# Pedra Furada
Le complexe préhistorique de Pedra Furada (« pierre percée » en portugais), localisé dans le Parc national de la Serra da Capivara (État de Piauí), au nord-est du Brésil, rassemble plus de 800 sites de peuplement humain, dont beaucoup remontent au Paléolithique supérieur. Les peintures rupestres dateraient pour les plus anciennes de 11 000 ans AP.
La découverte initiale remonte à 1973 et l'exploration est due à une équipe majoritairement franco-brésilienne. Les premières conclusions ont été publiées sous la direction de Niède Guidon en 1986.
Classés au patrimoine mondial par l'Unesco en 1991, les sites s'étendent sur les quatre communes de São Raimundo Nonato, São João do Piauí, Coronel José Dias et Canto do Buriti, et sont administrés par l'Institut Chico Mendes de conservation de la biodiversité, organisme public rattaché au Ministério do Meio Ambiente (Ministère de l'Environnement brésilien) et issu du remembrement depuis 2007 de l'Instituto Brasileiro do Meio Ambiente e dos Recursos Naturais Renováveis.

## Historique
Le site est découvert en 1973 et une fondation internationale est alors créée pour le protéger, la Fundham (Foundation for the American Man). L'exploration scientifique ne commence qu'en 1978, après la constitution d'une équipe de chercheurs et l'obtention de crédits et d'autorisations. Placée sous la direction de l'archéologue brésilienne Niède Guidon, l'équipe de chercheurs de toutes nationalités comprend entre autres Anne-Marie Pessis (université de Pernambuco), Fabio Parenti, Claude Guérin (université Claude Bernard (Lyon), Évelyne Peyre (CNRS), Guaciara Dos Santos (UC Irvine). Une première série de rapports est publiée en 1986, notamment dans Nature. Les fouilles sont toujours en cours et certains sites du parc sont accessibles au public.

## Découvertes
Le site a livré des restes humains fossiles, des artéfacts, ainsi que de nombreuses peintures pariétales.

## Stratigraphie

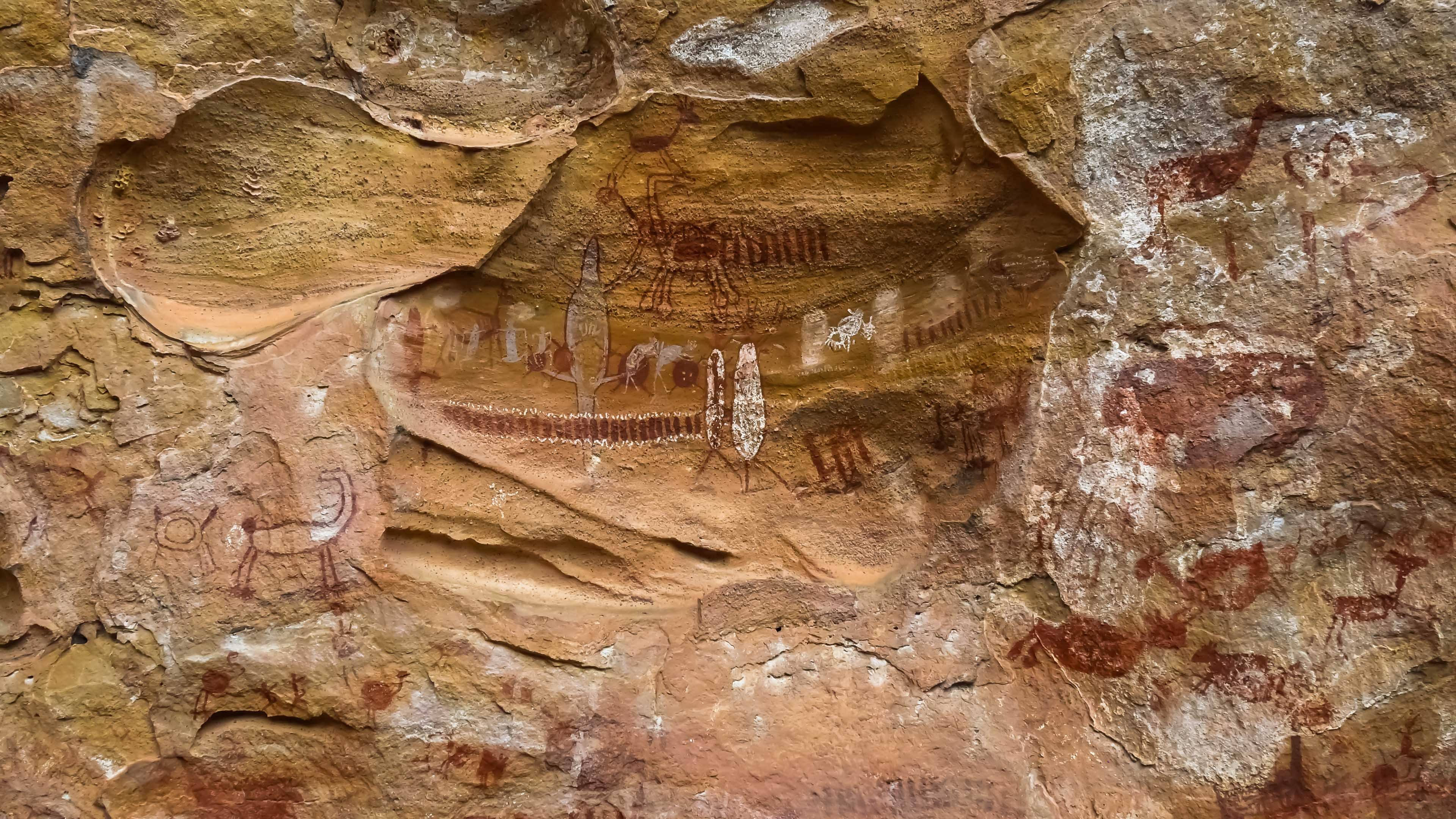
Quelques peintures rupestres de Pedra Furada

Au niveau du sol, Guidon a répertorié 15 niveaux différents, correspondant à trois phases culturelles, chacune de ses couches comprenant des restes montrant une activité humaine. La période Pedra Furada serait la plus ancienne mais fait encore débat ; la deuxième, appelée Serra Talhada, datée de 12 000 à 7 000 ans, comprend des outils lithiques (couteaux, grattoirs) fabriqués à partir de quartzite ; le niveau supérieur appelé Agreste, comprend également des outils lithiques et correspond à la période d'exécution des peintures pariétales, pour une période allant de 11 000 à 5 000 ans avant le présent.

## Datation des fossiles
Les fragments humains fossiles les plus anciens (molaires et parties de crâne) ont donné une datation par le carbone 14 comprise entre 15 000 et 13 000 ans AP, c'est-à-dire une période proche du squelette de Luzia.

## Débat

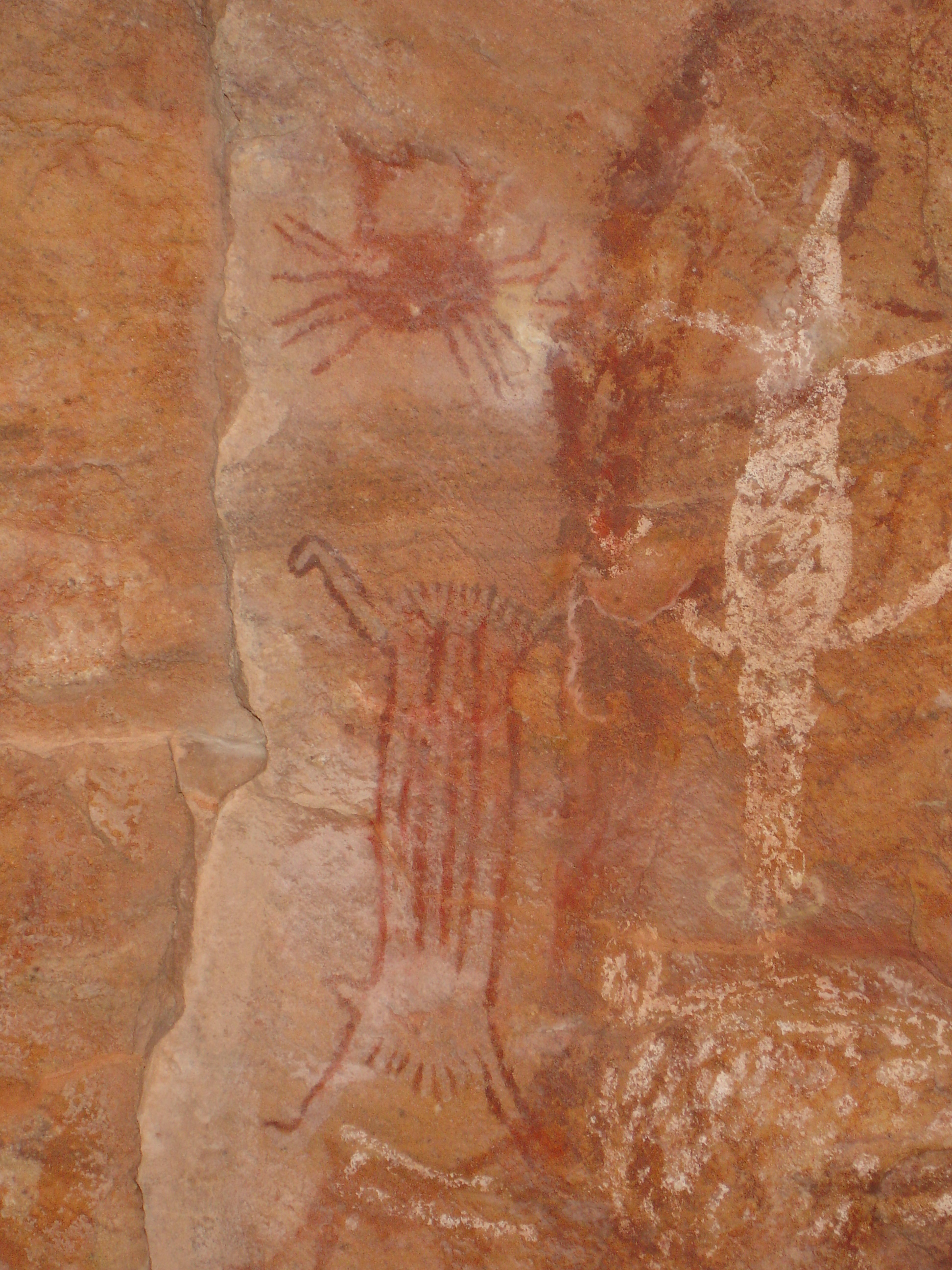
Gros plan d'une des peintures de la Serra de Capivara.

Certains prélèvements (charbon, pigments, ossements) sont effectués sur le site et envoyés en France en 1985 pour datation par le carbone 14 au Centre des faibles radioactivités du CNRS de Gif-sur-Yvette. Les premiers résultats révèlent des écarts de datation importants selon l'origine des échantillons en fonction des différentes couches d'origine. Le problème porte sur les charbons (du bois carbonisé) retrouvés dans les plus basses couches : les premières analyses au radiocarbone donnaient comme résultats 35 000 à 48 000 ans. Sont-ils reliés à une activité humaine ? Ne seraient-ils pas le fruit d'une combustion naturelle ? Cette polémique n'est toujours pas tranchée. En 1994, l'anthropologue américain Tom Dillehay suggère en effet que ces charbons peuvent très bien avoir été produits par un incendie naturel, et que de toutes façons, la présence de charbon n'implique pas forcément une activité humaine. Le débat s'enflamme durant une dizaine d'années : si les sites de Pedra Furada sont bien contemporains de la culture Clovis, ce qui fait débat c'est plutôt la question de la date d'arrivée des premiers humains en Amérique, au cas où il serait bien prouvé que ces charbons antérieurs de plus de 20 000 ans à la dite culture sont reliés à une activité humaine.
Un nouveau procédé, le protocole ABOx-SC (acronyme pour acid-base-wet oxidation followed by stepped combustion), développé par Bird en 1999, a permis d'affiner les dates. Un total de sept échantillons de charbons de bois provenant de différents foyers ont été soumis à l'analyse, leur contenu de radiocarbone 14 a été déterminé par accélérateur de spectrométrie de masse à l'Université nationale australienne. Les échantillons se sont avérés encore plus anciens, indiquant des périodes de 55 000 à 60 000 ans.

## Autres sites

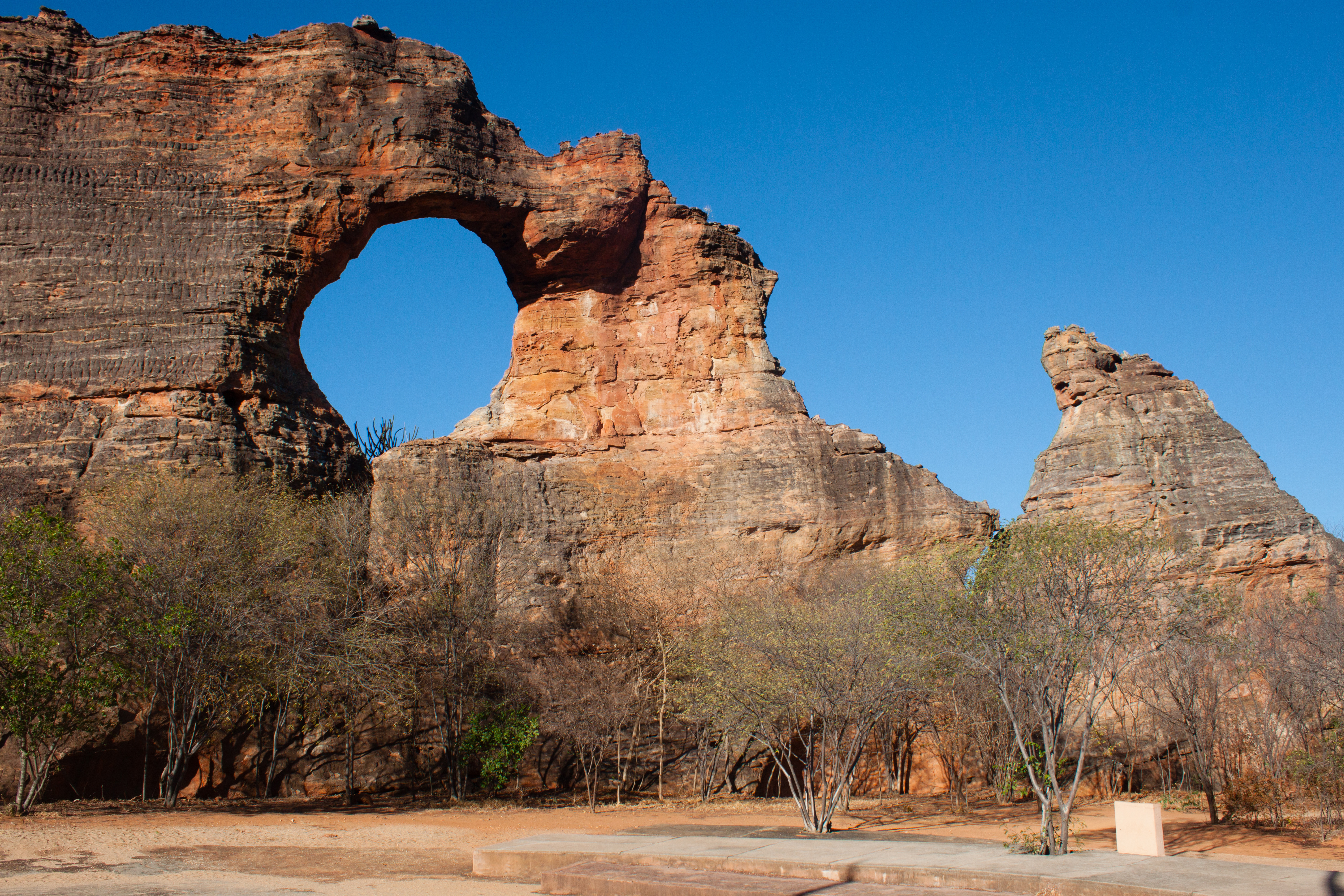
Pedra Furada, Parc de la Serra da Capivara, vue générale.

Tous ces sites appartiennent au Paléolithique supérieur tardif. Niède Guidon suggère d'utiliser le nom de Culture Nordeste pour qualifier l'ensemble des sites de cette région du Brésil présentant des datations et des signes communs.
Le parc national de la Serra da Capivara comprend un autre site de datation ancienne, comparable à Pedra Furada, Toca da Tira Peia.
Non loin, le site de Mieio, situé également dans l'État de Piauí, exploré au cours des années 1980-1990, montre la présence d'une activité humaine remontant à 12 500 ans en moyenne.